# 茨城県道・千葉県道47号守谷流山線

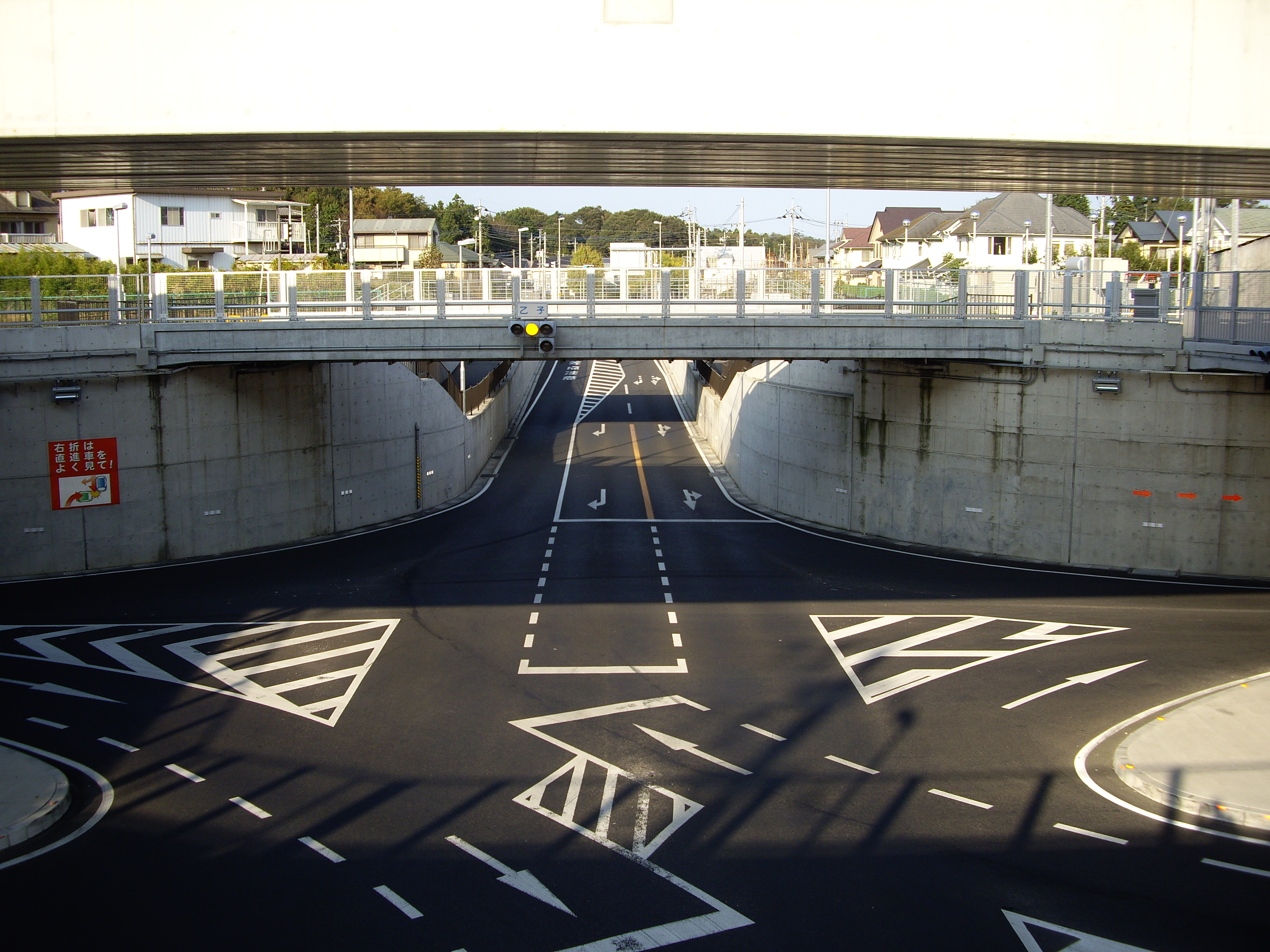
起点・乙子交差点（守谷市本町）

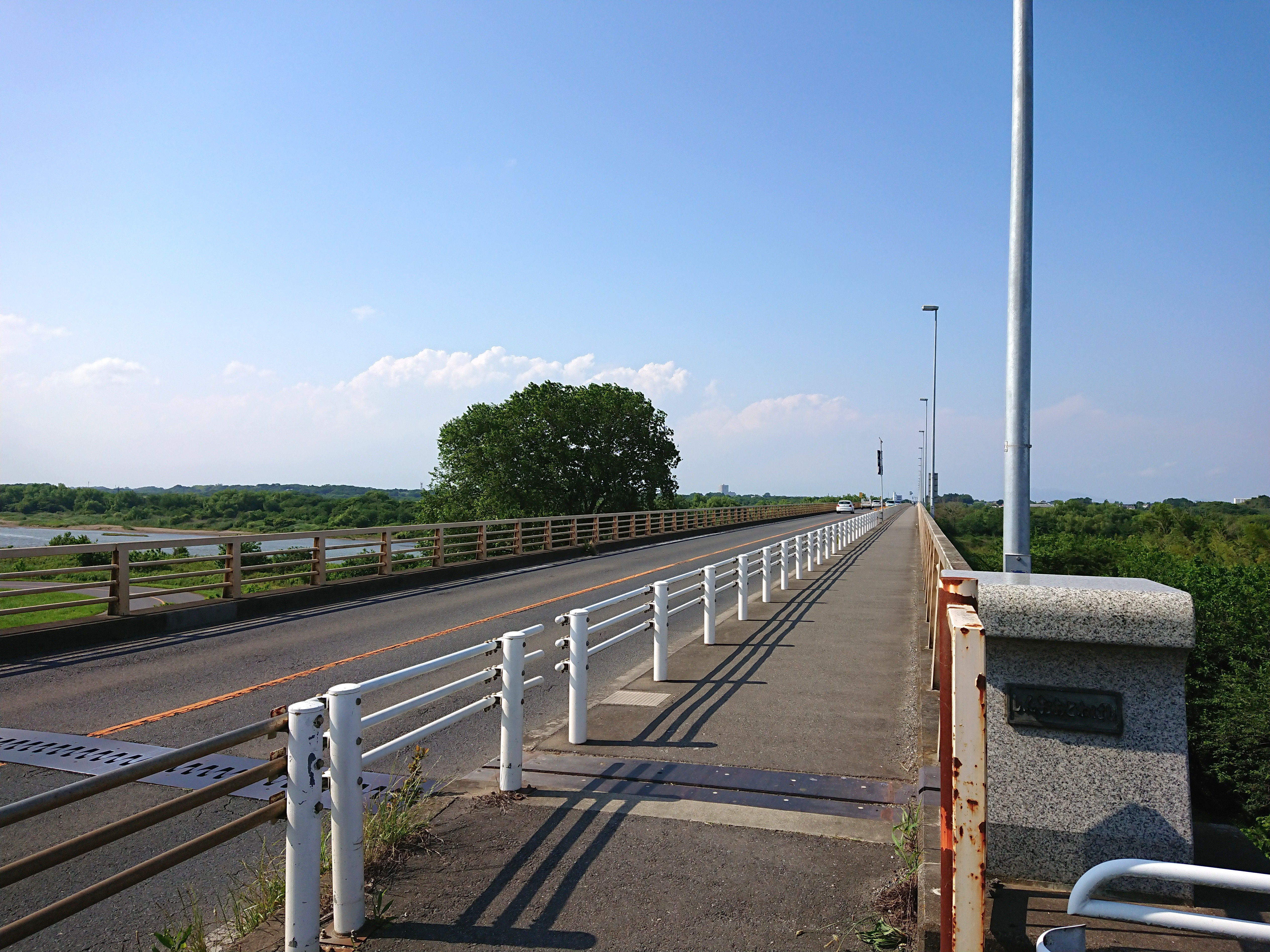
新大利根橋の利根川架橋部、柏側から

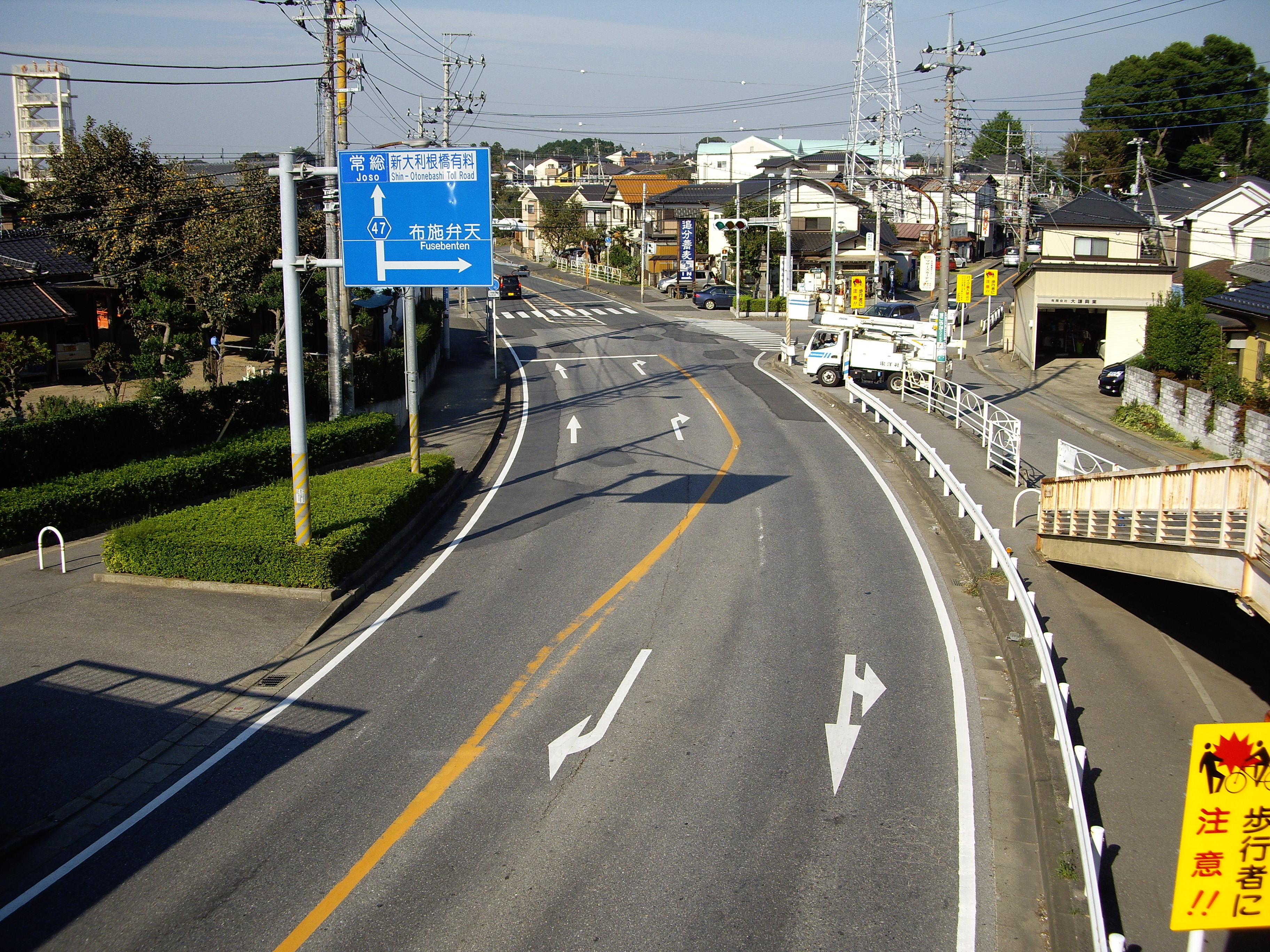
布施入口交差点付近（柏市根戸）

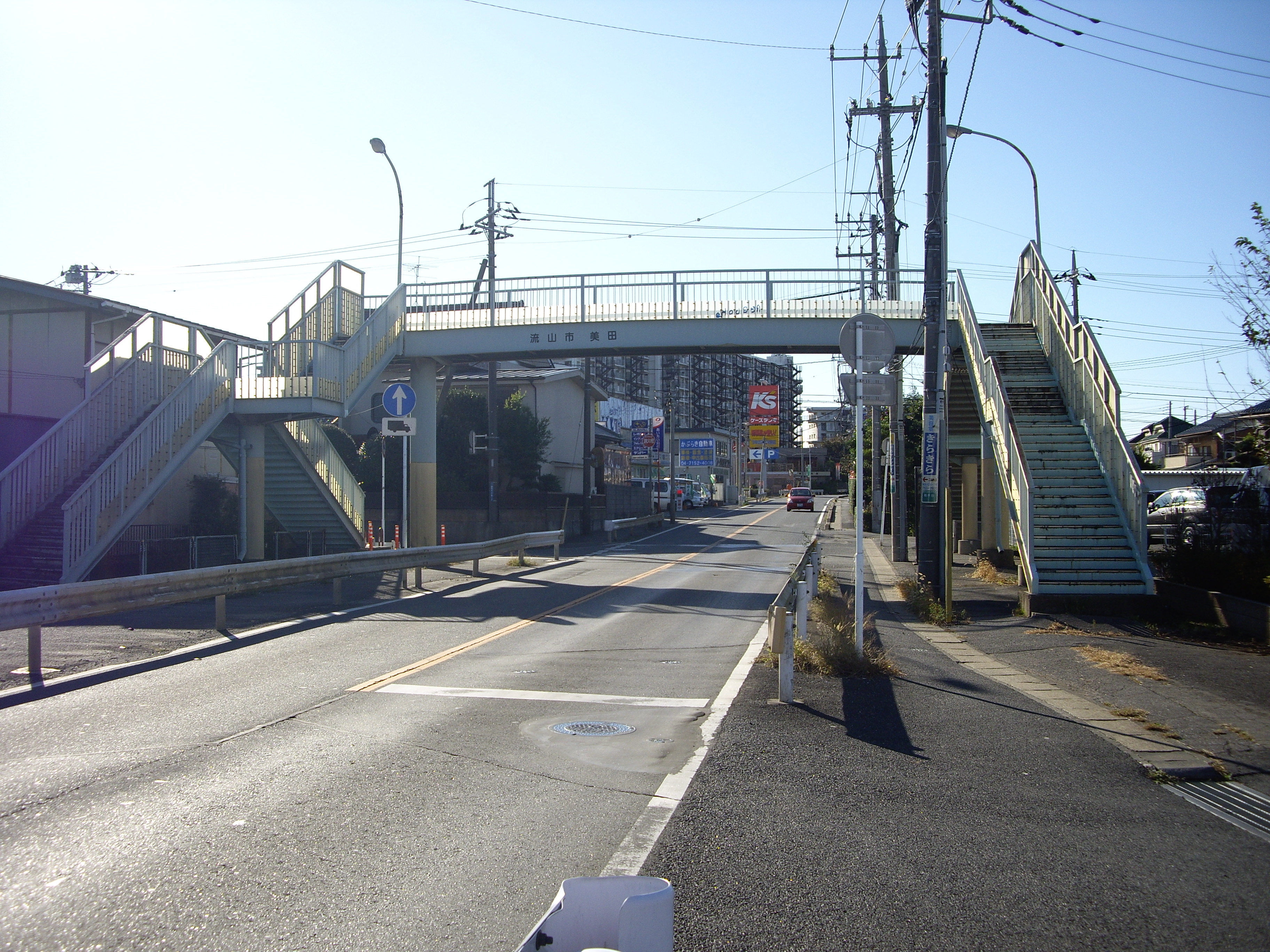
美田歩道橋付近（流山市美田・駒木台）

茨城県道・千葉県道47号守谷流山線（いばらきけんどう・ちばけんどう47ごう もりやながれやません）は、茨城県守谷市本町の「乙子（おとご）交差点」を起点とし、千葉県流山市下花輪の「警察署入口交差点」を終点とする県道（主要地方道）である。通称、守谷街道。

## 概要
利根川を挟んで茨城県と千葉県を結ぶ主要地方道に指定された県道の路線のひとつで、茨城県守谷市本町の国道294号分岐（乙子交差点）から南下して新大利根橋で利根川を渡り、千葉県柏市を経て、流山市大字南で千葉県道5号松戸野田線に接続する。主な通過地は、取手市戸頭、柏市根戸・松葉町・若柴・西柏台、流山市東初石・西初石である。柏市内では、千葉県道7号我孫子関宿線と一部重複し、国道16号と若柴交差点で交差する。柏市内を走る首都圏新都市鉄道つくばエクスプレスに沿う都市軸道路は、同県道指定のバイパス道路でもあり、全線開通に向けた整備が進められている。

### 路線データ
- 起点：茨城県守谷市本町（国道294号交点＝乙子交差点）
- 終点：千葉県流山市下花輪（警察署入口交差点）[要出典][どこ?]
- 総延長：*.* km（茨城県区間：3.714 km[1]、千葉県区間：*.* km）
- 重用延長：*.* km（茨城県区間：0.0 km[1]、千葉県区間：*.* km）
- 未供用延長：なし（茨城県区間：0.0 km[1]、千葉県区間：*.* km）
- 実延長：15.084 km（茨城県区間：3.714 km[1]、千葉県区間：11.370 km）
- 自動車交通不能区間延長[注釈 1]：なし（茨城県区間：0.0 km[1]、千葉県区間：*.* km）

## 歴史
茨城県内では、遅くとも1940年（昭和15年）10月7日には柏守谷線として認定されていたと思われる。1959年（昭和34年）10月14日に、茨城県告示第901号において認定（図面対象番号227 守谷流山線 起点の北相馬郡守谷町大字守谷から北相馬郡取手町を経由して終点の千葉県東葛飾郡流山町までの区間）。次いで、1960年（昭和35年）11月4日に千葉県告示536号においても認定（47号守谷流山線 茨城県北相馬郡守谷町大字小山から千葉県東葛飾郡流山町）される。1980年（昭和55年）から2010年（平成22年）までの30年間、利根川を渡河する新大利根橋有料道路が茨城県道路公社の管理で供用されており、現在は無料開放されている。

### 年表
- 1959年（昭和34年）10月14日：
  - 茨城県において現在の路線が県道守谷流山線として路線認定される[2]。
  - 茨城県内の道路の区域は、北相馬郡守谷町大字守谷の県道藤代板戸井岩井線（現在の県道取手豊岡線にあたる）分岐から県界北相馬郡取手町大字戸頭までと決定された[3]。
- 1980年（昭和55年）4月17日：新大利根橋（新大利根橋有料道路）が開通[4]。
- 1993年（平成5年）5月11日 - 建設省から、県道守谷流山線が守谷流山線として主要地方道に指定される[5]。
- 1995年（平成7年）3月30日：茨城県区間において、整理番号283から現在の番号（整理番号47）に変更される[6]。
- 2001年（平成13年）11月19日：守谷町大字守谷（乙子交差点） - 取手市大字戸頭まで茨城県側の県界の旧道 (2.98 km) が指定解除により町道へ降格する[7]。
- 2010年（平成22年）4月17日：新大利根橋の無料化に伴い、新大利根橋の管理方法について管理者が茨城県となる[8]。

## 路線状況

### 守谷市
起点の乙子交差点は、国道294号との交点であり、かつては守谷の中心部へ至る銚子街道との交点でもあった。三井不動産によるパークシティ守谷の開発に伴い、新しい道路が完成すると銚子街道の北側が当交差点付近で分断され、2009年（平成21年）の立体交差点化によって南側も分断された。乙子交差点は長らく平面五差路であり、当通りと国道294という2つの主要道路、交差点に隣接して関東鉄道常総線の踏切が存在することから渋滞が頻繁に発生し、改善が求められていたが、立体交差化事業（2009年2月23日完成））により当該問題は解消された。乙子交差点からは、途中に三井不動産によって開発された住宅街であるヒルズ美園を通過し、取手市へ入る。取手市との市境は高低差のある地形となっているが、谷の部分に乙戸橋（おっとばし）を架橋し、道路の起伏を減らしている。

### 取手市

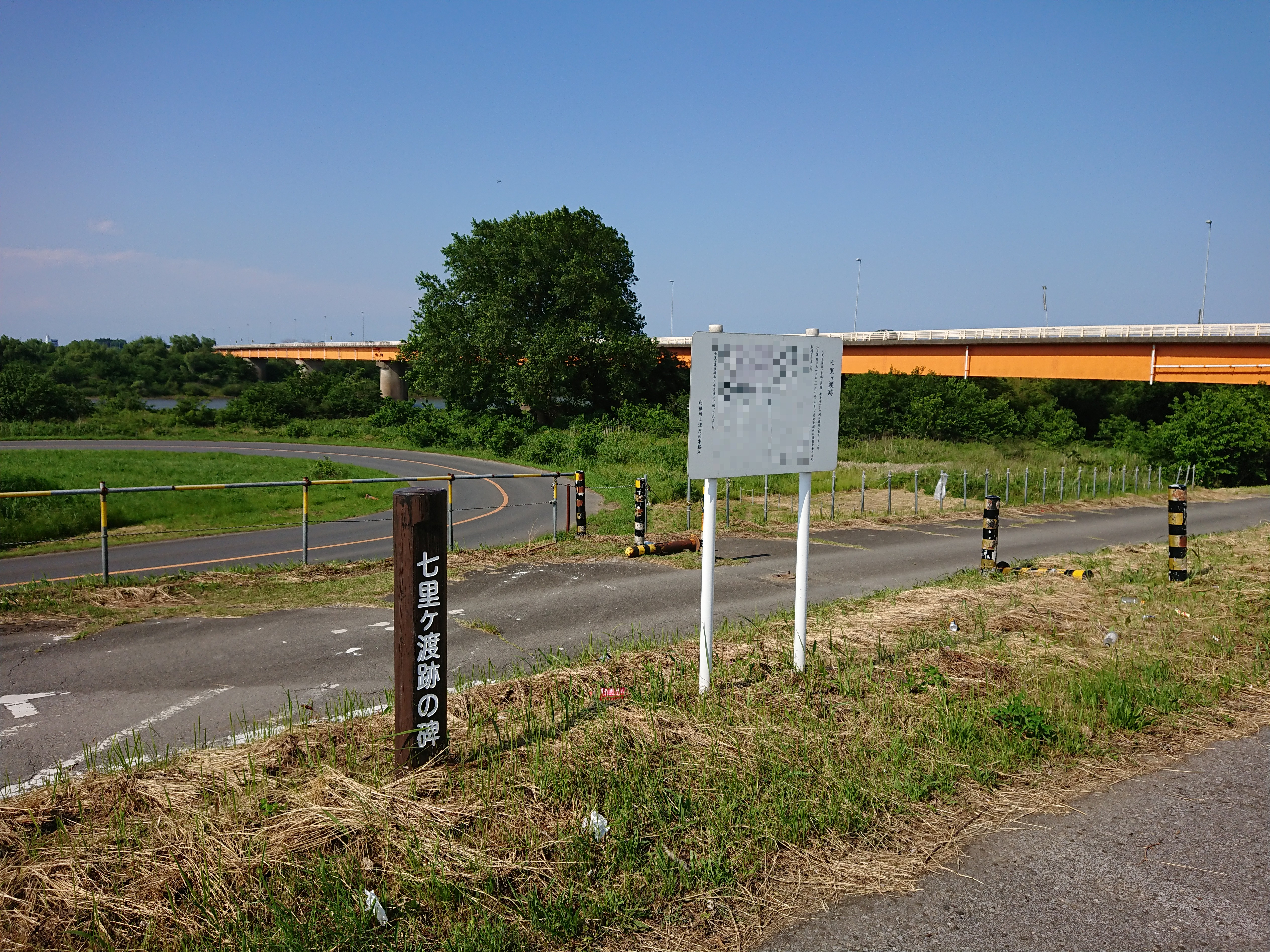
新大利根橋のすぐそば（柏市側）にある七里ヶ渡跡の碑。奥に写っているのが新大利根橋。

乙戸橋より下り坂が続き、すぐに柏市との市境である新大利根橋へと至る。新大利根橋の前後は国道6号の大利根橋を迂回する車が利用することもあるが、この区間は江戸時代から陸前浜街道（水戸街道）の脇道・迂回路（布施街道）として機能しており、新大利根橋のやや西に位置する場所に、かつては七里ヶ渡という渡船場があった。戸頭団地内や布施弁天（東海寺）の付近には、旧道跡や道標が残っている。

### 柏市
柏市内は全線において旧来の農村部と新興住宅地が入り混じる区間となっており、布施入口交差点で進路を西に変え、花野井木戸交差点まで千葉県道7号我孫子関宿線と重複する。また、花野井木戸交差点で南西へ進路を変え、若柴交差点で国道16号と交差し、柏の葉キャンパス駅付近にて首都圏新都市鉄道つくばエクスプレスと交差する。また、若柴交差点から高田原交番交差点まで、千葉県道279号豊四季停車場高田原線と重複する。
新大利根橋付近には布施弁天があり、隣のあけぼの山公園は桜の名所として知られる。また、柏レイソルの練習場もある。
高田原交番 - 若柴間の慢性的渋滞が問題になっており、その解決策として、若柴交差点から流山方面に向けて四車線化の計画があるが、極一部の地権者が用地買収に抵抗しているため、四車線化は中断されている。
つくばエクスプレスと交差する前後の区間では、都市軸道路が本路線のバイパスとして整備されている。

### 流山市
流山市内は新興住宅地を中心とした区間となっており、途中、東武鉄道野田線（踏切）、常磐自動車道と交差する。また、江戸川手前で進路を南へ変え、終点の｢警察署入口交差点｣まで千葉県道5号松戸野田線（流山街道）と重複する。
柏市若柴から流山市西初石にかけての一帯は、かつて江戸幕府の牧が置かれ、多数の軍馬が育成されていた。そのため、近隣にはオランダ観音や若柴観音などの馬頭観音、牧の囲いであった「野馬土手（のまどて）」の跡、それに「豊四季」「十余二」の開拓地名が存在する。

### 通称
- 守谷街道
全線に対する通称であるが、主に流山市、柏市西部（花野井木戸交差点より終点・警察署入口交差点まで）に対して使われる。
- 都市軸道路
首都圏新都市鉄道つくばエクスプレスに並行して整備されている｢都市軸道路｣の一部（流山市下花輪 - 柏市正連寺）が、守谷流山線として整備されている。

### 重複区間
- 茨城県道58号取手豊岡線（茨城県守谷市乙子 地内）
- 千葉県道7号我孫子関宿線（柏市根戸・布施入口交差点 - 柏市花野井・花野井木戸交差点）
- 千葉県道279号豊四季停車場高田原線（柏市若柴・若柴交差点 - 柏市十余二・高田原交番前交差点）
- 千葉県道5号松戸野田線（流山市南・南丁字路交差点 - 流山市下花輪・警察署入口交差点）

### 道路施設
- 新大利根橋（利根川、茨城県守谷市 - 千葉県柏市県境）

## 地理

### 通過する自治体
- 茨城県
  - 守谷市
  - 取手市
- 千葉県
  - 柏市
  - 流山市

### 交差する道路
- 茨城県
  - 国道294号（茨城県道58号取手豊岡線 重複）（起点）
  - 茨城県道58号取手豊岡線（守谷市乙子）
  - 常総ふれあい道路（取手市戸頭）
- 千葉県
  - 千葉県道7号我孫子関宿線（柏市根戸・布施入口交差点）
  - 千葉県道7号我孫子関宿線（柏市花野井・花野井木戸交差点）
  - 国道16号（柏市若柴・若柴交差点、千葉県道279号豊四季停車場高田原線重複起点）
  - 千葉県道279号豊四季停車場高田原線（柏市十余二・高田原交番前交差点）
  - 千葉県道5号松戸野田線（流山市南・南丁字路交差点）